# Onthophagus holzi
Onthophagus holzi là một loài bọ cánh cứng trong họ Bọ hung (Scarabaeidae).